# Natan Bresler
Natan Bresler pseud. Natański (ur. 12 kwietnia 1888 w Płocku, zm. 1937 w ZSRR) - działacz komunistyczny, dyplomata sowiecki.
Urodzony w żydowskiej rodzinie inteligenckiej, syn Moszka Wolfa. Podczas nauki w płockim gimnazjum związał się z młodzieżowymi kołami socjalistycznymi, a pod koniec 1907 został członkiem SDKPiL. 1908-1914 przebywał na emigracji, głównie w Niemczech i Szwajcarii, gdzie działał w zagranicznych sekcjach SDKPiL i ściśle współpracował z Zarządem Głównym (ZG) SDKPiL. Brał udział w redagowaniu partyjnych wydawnictw i organizował technikę partyjną SDKPiL. Po wybuchu I wojny światowej wrócił do Płocka i znalazł się w czołówce aktywu partyjnego. W 1918 brał aktywny udział w przygotowaniach do połączenia SDKPiL i PPS-Lewicy, a w grudniu 1918 współtworzył organizację KPRP/KPP w Płocku. Od stycznia 1919 członek komitetu KPRP w Płocku. Działacz Klubu Robotniczego im. T. Rechniewskiego w Płocku. W marcu 1919 przeniósł się do Rosji sowieckiej, gdzie wstąpił do RKP(b) i od czerwca pracował w Komisariacie do Spraw Polskich przy Komisariacie Ludowym do Spraw Narodowościowych Rosyjskiej Federacyjnej Republiki Radzieckiej (RFSRR) w Moskwie. W sierpniu 1919 został również pracownikiem Wydziału Wydawniczego Ogólnorosyjskiego Centralnego Komitetu Wykonawczego (WCIK) RFSRR. Działał także w moskiewskiej grupie KPRP/KPP. Często był delegowany przez Centralny Komitet Wykonawczy (CKW) grup KPRP w Rosji do terenowych grup KPRP. W lipcu 1920 wysłany przez Międzynarodówkę Komunistyczną (MK, Komintern) do Berlina, później skierowany przez KC KPRP do pracy w zagranicznych ośrodkach KPRP (działał w nich do końca 1928). Działał głównie w Gdańsku i Berlinie, biorąc udział w pracy wydawniczej i organizowaniu techniki partyjnej. W styczniu 1929 kierownictwo KC KPP skierowało go do ZSRR, gdzie do 1936 był kierownikiem działu zagranicznego Aerofłotu i sekretarzem organizacji partyjnej WKP(b) w tej instytucji. Następnie pracował jako redaktor sekcji niemieckiej i polskiej w Głównym Urzędzie do Spraw Literatury i Wydawnictw. 22 lipca 1937 został aresztowany przez NKWD i stracony w wielkiej czystce. Pośmiertnie zrehabilitowany w 1956.